# Chytonix cyanochlora
Chytonix cyanochlora là một loài bướm đêm trong họ Noctuidae.